# Szczytna
För byn i sydöstra Polen, se Szczytna, Nedre Karpaternas vojvodskap.
Szczytna, tyska: Rückers, är en stad i sydvästra Polen, belägen i distriktet Powiat kłodzki i Nedre Schlesiens vojvodskap, vid floden Bystrzyca Dusznicka. Tätorten hade 5 348 invånare i juni 2014 och är centralort för en stads- och landskommun med totalt 7 505 invånare samma år.

## Sevärdheter
- Johannes döparen-kyrkan, uppförd 1721–1723 och ombyggd 1907–1909.
- Mariakolonnen vid kyrkan från 1724.
- Prästgården från 1746.
- Johannes Nepomukstaty från 1711.
- Leśnas slott, ritat av Karl Friedrich Schinkel, i nygotisk stil med fyra flyglar. Slottet uppfördes 1832–1838 och byggdes om mellan 1892 och 1893. Kapellets och riddarsalens inredning från 1893 finns bevarade.

## Näringsliv
Staden har varit ett centrum för glastillverkning sedan 1400-talet. I modern tid tillverkas bland annat bruksglas och laboratorieglas i stadens kristallglasfabrik, Huta Szkła Gospodarczego Sudety, med kända formgivare som Zbigniew Horbowy och Stefan Sadowski.